# アンドレイ・ランコフ
アンドレイ・ニコラエヴィチ・ランコフ（ロシア語: Андрей Николаевич Ланьков、英語: Andrei Nikolaevich Lankov、1963年7月26日-）は、ロシア出身の政治社会学者。北朝鮮の政治・外交史専攻。

## 経歴
レニングラード（サンクトペテルブルク）生まれ。レニングラード大学で学び、1989年に博士号取得。その間、金日成総合大学に留学。1996年からオーストラリア国立大学で、2004年からはソウルにある国民大学校で教鞭をとる。

## 著作
- The real North Korea: life and politics in the failed Stalinist utopia, Oxford University Press, 2013.
『北朝鮮の核心――そのロジックと国際社会の課題』、山岡由美訳、みすず書房、2015年
- Август, 1956 год.: кризис в Северной Корее, РОССПЭН, 2009.
- The Dawn of Modern Korea: the Transformation in Life and Cityscape, EunHaeng NaMu, 2007.
- North of the DMZ: essays on daily life in North Korea, McFarland & Co., 2007.
  - 『民衆の北朝鮮―知られざる日常生活』、鳥居英晴訳、花伝社、2009年
- Crisis in North Korea: the failure of de-Stalinization, 1956, University of Hawaii Press, 2005.
- From Stalin to Kim Il Sung: the formation of North Korea 1945-1960, Hurst & Company, 2002.
  - 『スターリンから金日成へ―北朝鮮国家の形成 1945-1960年』、下斗米伸夫・石井知章訳、法政大学出版局、2011年
- Северная Корея: вчера и сегодня, Издательская фирма "Восточная лит-ра" РАН, 1995.
- 『平壌の我慢強い庶民たち―CIS(旧ソ連)大学教授の"平壌生活体験記"』、李昞珠訳、三一書房、1992年